# Santiago Wilson
Santiago Wilson Hernández (Valparaíso, 14 de mayo de 1898 - Santiago, 2 de enero de 1978) fue un abogado y político chileno, miembro del Partido Demócrata (PD). Se desempeñó como ministro de Estado de su país, durante el segundo gobierno del presidente Carlos Ibáñez del Campo entre 1953 y 1957.

## Biografía

### Familia y estudios
Nació en la comuna chilena de Valparaíso el 14 de mayo de 1898, hijo de Santiago Wilson Barrientos y de Doralisa Hernández. Realizó sus estudios primarios y secundarios en el Liceo Amunátegui. Luego, continuó los superiores en la carrera de derecho en la Facultad de ese ramo de la Universidad de Chile, titulándose con la tesis: Nuestra crisis económica y la desocupación obrera. Juró como abogado ante la Corte Suprema el 8 de enero de 1934, y se especializó en asuntos criminales, del trabajo y juicios de menores.
Se casó en Santiago de Chile el 10 de marzo de 1929 con Elba Gallardo Angulo, con quien tuvo dos hijos: Sonia Wilson Gallardo (madre de Álvaro y Augusto Böhme) y Alma Wilson Gallardo (sin hijos). Posteriormente, contrajo segundas nupcias en Santiago nuevamente, el 28 de diciembre de 1967 con Hilda Margarita Eliana Pereira Wachenhusen.

### Carrera profesional
Entre sus actividades laborales, se desempeñó como profesor de la Escuela Normal "José Abelardo Núñez" y del Instituto Comercial N.° 2. También, fue colaborador del diario Crónica y otros periódicos. Asimismo, ejerció como funcionario en la Cámara de Diputados entre 1924 y 1930. Representó a Chile en el plebiscito de Tacna y Arica. Por otra parte, fue miembro del Consejo de la Caja Autónoma de Amortización durante el segundo gobierno del presidente Carlos Ibáñez del Campo en 1952, siendo presidente de la institución desde 1953 hasta 1959.

### Carrera política

#### Inicios y diputación
Militante del Partido Demócrata (PD) desde 1912, fue su primer vicepresidente y director del mismo. En las elecciones parlamentarias de 1930, postuló al Congreso Nacional, resultando elegido como diputado por la 7ª Circunscripción Departamental de Santiago, por el período legislativo 1930-1934. Durante su gestión integró las comisiones de Legislación y Justicia; Reforma Constitucional y Reglamento; y Policía Interior.
Propició la baja de arrendamientos, la ley n° 5.001 fue promulgada al poco tiempo de su retiro, así como otras en beneficio de la clase obrera. Al aceptar su designación como ministro de Estado, fue reemplazado en la Cámara por Elías Errázuriz quien se incorporó el 28 de octubre de 1931. Intentó infructuosamente terminar su periodo, sin lograrlo pues el 4 de junio de 1932, producto de un golpe de Estado, se decretó el día 6 de ese mes, la disolución del Congreso Nacional.

#### Ministro de Estado de Manuel Trucco
En paralelo a su periodo parlamentario, fue nombrado como ministro de Bienestar Social por el vicepresidente de la República Manuel Trucco Franzani, actuando como tal entre el 3 de septiembre y el 15 de noviembre de 1931.

#### Ministro de Estado de Carlos Ibáñez del Campo
Luego dos décadas después, bajo la segunda administración del presidente Carlos Ibáñez del Campo ejerció la titularidad de las carteras de Economía y Comercio (entre el 1 de abril y el 14 de abril de 1953); de Justicia (entre el 14 de abril de 1953 y el 1 de marzo de 1954, y en segunda ocasión, entre el 12 de agosto de 1955 y el 25 de mayo de 1956); de Tierras y Colonización —en calidad de subrogante— (entre el 7 de enero y el 1 de marzo de 1954); del Interior (entre el 1 de marzo y el 23 de abril de 1954); de Agricultura —en calidad de interino— (entre el 24 de mayo y el 4 de julio de 1956); y la de Tierras y Colonización (entre el 25 de mayo de 1956 y el  23 de abril de 1957).

#### Actividades posteriores
Durante sus últimos años, fue miembro de sociedades mutualistas. Director general de los Boy Scouts, participando en esa institución por más de veinticinco años. Contribuyó a la YMCA. Paralelamente, fue condecorado con la Orden al Mérito del Libertador San Martín de Argentina en el grado de «Gran Cruz».